# Pseudovipio tataricus
Pseudovipio tataricus är en stekelart som först beskrevs av Kokujev 1898.  Pseudovipio tataricus ingår i släktet Pseudovipio och familjen bracksteklar. Inga underarter finns listade i Catalogue of Life.